# Hans Berger (Widerstandskämpfer)

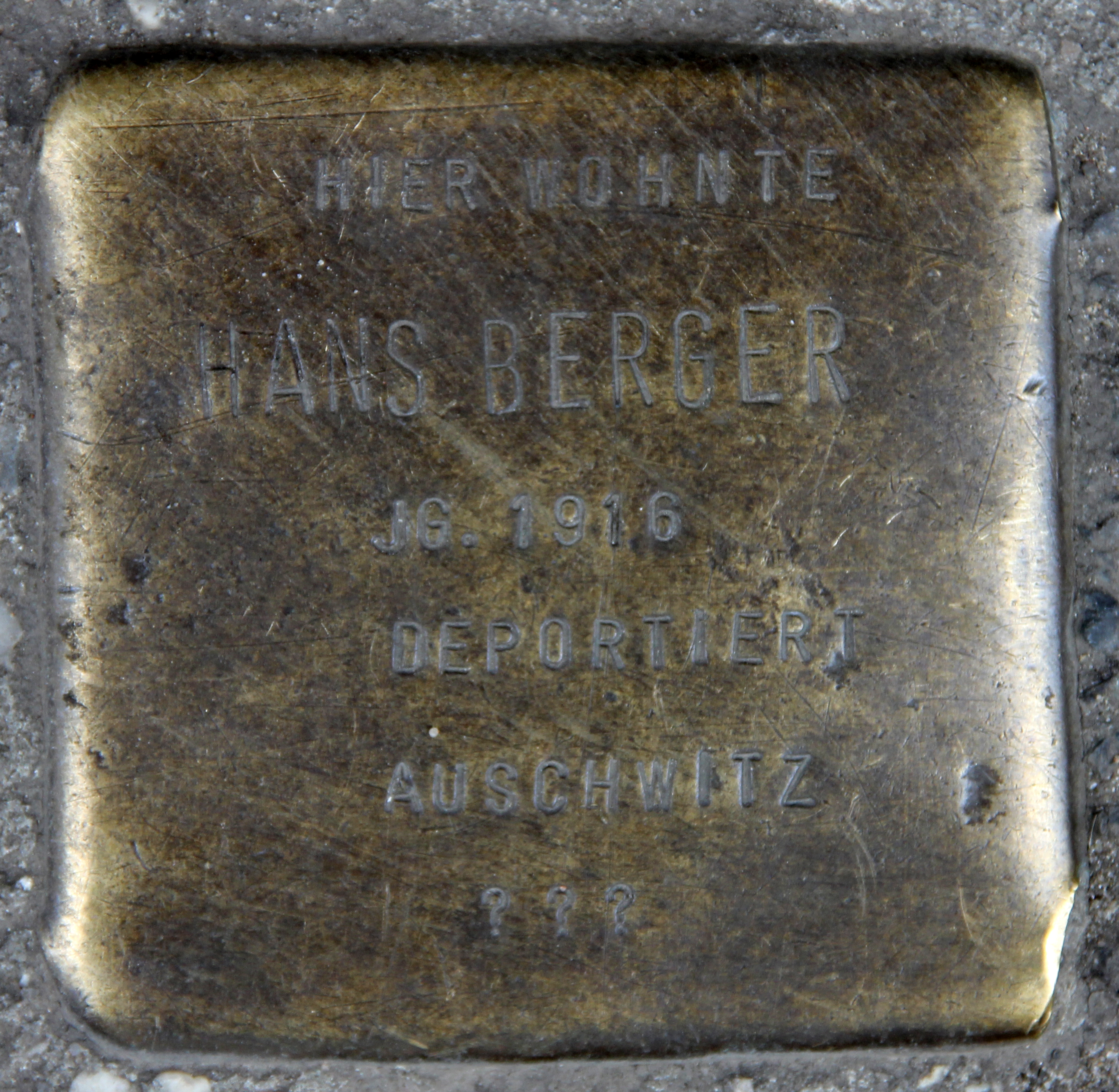
Stolperstein vor dem Haus Mariannenstraße 34 in Berlin-Kreuzberg

Hans Berger (* 17. Februar 1916 in Berlin; † 18. Februar 1943 im KZ Auschwitz), Pseudonym Fred, war ein Widerstandskämpfer gegen den Nationalsozialismus.

## Leben
Der Sohn eines aus Polen stammenden jüdischen Schneiders arbeitete als Laborant und schloss sich 1932 wie seine ältere Schwester Hilde Berger der trotzkistischen Linken Opposition der KPD (LO) an. Nach der Machtübernahme der NSDAP wurde Berger erstmals im Februar 1933 für sechs Monate inhaftiert. Nach seiner Freilassung fungierte Berger illegal als Mitglied der Reichsleitung und der Bezirksleitung Berlin-Brandenburg, der sich nun IKD nennenden Organisation. Berger war als zentraler Reichskurier beispielsweise für die Beförderung illegaler Druckschriften der Organisation und für den Kontakt zwischen den einzelnen Gliederungen der Organisation verantwortlich.
Auf Grund der Infiltration der Hamburger IKD-Gruppe durch die Gestapo wurde Berger am 2. November 1935 in Hamburg verhaftet und im Berliner Columbia-Haus schwer gefoltert. 1937 zu acht Jahren Zuchthaus verurteilt, wurde Berger kurz in Plötzensee und dann in Brandenburg-Görden gefangen gehalten. Im Herbst 1942 gehörte Berger zu den 14.700 Gefangenen des NS-Staates, welche auf Veranlassung von Justizminister Thierack der SS zwecks Ermordung übergeben wurden. Hans Berger wurde Ende Dezember 1942 nach Auschwitz deportiert, wo er am 18. Februar 1943 gemeinsam mit dem IKD-Leitungsmitglied Heinz Leidersdorf ermordet wurde.